# Brooks-Ostruk Company
Brooks-Ostruk Company war ein US-amerikanisches Karosseriebauunternehmen.

## Unternehmensgeschichte
Emerson Brooks war für J. M. Quinby & Co. tätig und Paul Ostruk für A. T. Demarest Company. 1917 waren beide Männer von der Entlassung bedroht, weil die Unternehmen in Schwierigkeiten steckten. Im Februar 1917 gründeten sie zusammen mit Brooks Frau Alice ihr eigenes Unternehmen. Der Sitz war in New York City. Sie stellten nach Kundenwünschen in Handarbeit spezielle Karosserien für Personenkraftwagen her. Anfangs entstanden pro Jahr etwa 15 bis 20 Karosserien.
William A. Henderson verließ 1921 Holbrook Company und wurde Fabrikleiter bei Brooks-Ostruk. Im selben Jahr verkauften die Brooks ihre Anteile am Unternehmen an Henderson. Anfang 1922 wurde Henderson Präsident. Im selben Jahr wurde Ostruk Alleinverkäufer für Minerva in den USA. Das führte 1923 zu einer Reorganisation. Consolidated Foreign Motor Car Company wurde die Minerva-Vertriebsgesellschaft und Paul Ostruk Company eine Tochtergesellschaft für den Karosseriebau.

## Fahrgestelle
Das Unternehmen verwendete zunächst Fahrgestelle von Pierce-Arrow und Packard. Später waren es einige Rolls-Royce Silver Ghost von Rolls-Royce Motor Cars sowie ein Owen Magnetic.
Im November 1918 wurde ein Fahrzeug auf Basis eines Fahrgestells von der White Motor Company auf der Automobilausstellung in New York präsentiert. Nach Ende des Ersten Weltkriegs waren wieder europäische Fahrgestelle verfügbar. Viele Fahrzeuge entstanden auf Minerva-Basis. Außerdem ist für 1920 ein Delage überliefert.
1922 wurden ein Isotta Fraschini, ein Locomobile, ein Peerless und drei Minerva auf einer Automobilausstellung präsentiert.